# Славянск-на-Кубани
Славя́нск-на-Кубани — город на юге России, в Краснодарском крае. Административный центр муниципального образования Славянский район, включающего в свой состав 14 сельских и 1 городское поселение. Образует муниципальное образование Славянское городское поселение как единственный населённый пункт в его составе. Город краевого подчинения.

## География
Город расположен на берегу реки Протока, в дельте Кубани, в 68 км к северо-западу от Краснодара. Площадь городского поселения составляет 43,5 км².
В городе действует железнодорожная станция Протока, на линии Тимашёвская — Крымская и аэропорт местных воздушных линий. Речная пристань (не действует).

## Этимология
На этом месте в ХII—XV веках существовала генуэзская торговая фактория Копа (Ло-Копа), основным занятием жителей которой было соление рыбы. Именно поэтому, как предполагают, и возникло название — от греческого слова «копто», означающего «пластовать рыбу». По другим данным, генуэзцы дали название торговой фактории от имени реки, на берегах которой поселились: Копа (Коппа, Коп-по, Ло-Копарио, Копы, Копулу, Копылы). Некоторые авторы объясняют смысловое значение гидронима из древнеболгарского копа — «куча, стог». Кроме того, есть также объяснение из монгольского коп — «множество». И, наконец, с древнерусского копыл — «столб». В 1475 году турки захватили генуэзский город, переименовав его в Копыл. Поэтому этимологию названия ещё связывают с турецким словом гопал — «грубый» (по другим данным, слово копа-копыл означает «крепость»). Кроме Копыла, в районе современного города было ещё две крепости (в разных местах): Эски-Копыл (Старый Копыл, построен в 1608 году на правом берегу Протоки), а также Ени-Копыл (Новый Копыл — собственно Копыл, построен в 1747 году).
В 1774 году Копыл стал русской крепостью, и с приходом русских войск в 1777 г. крепость стала резиденцией командующего Кубанским корпусом Александра Суворова. В декабре того же 1777 года русские войска Кубанского корпуса, в составе которых был Славя́нский гусарский полк, западнее крепости Копыл, разбили большое соединение кубанских ногайцев и черкесов. В районе сражения строится один из постов укреплённой кордонной линии, названный Славя́нский фельдшанец (буквально означает «окоп», а в науке о строительстве оборонительных сооружений таким образом обозначается особый тип укрепления) в честь прославленного Славянского гусарского полка.
В 1865 году в укреплённой линии черноморских казаков на месте Копыла основывается станица, получившая название по укреплению: Славя́нская.
Различные источники дают разное ударение в названии Славянск — на первом и втором слоге, однако среди местных жителей принято наименование Сла́вянск-на-Кубани (с ударением на первый слог).

## История

### Ранняя история
В античное время на территории города находилось греческое поселение. С V века до н. э. в составе Боспорского царства. В конце II века до н. э. вместе с Боспорским царством вошло в состав Понтийского царства. С конца I века до н. э. вновь в составе Боспорского царства как напрямую зависимого от Рима царства.
С 1-й половины VI века н. э. вместе с Боспорским царством поселение вошло в состав Византийской империи.

### Генуэзско-золотоордынский период
Генуэзская колония Ла-Копа была одной из около 40 подобных колоний, разбросанных по черноморскому побережью Кавказа и низовьям Кубани. Пожалуй, это первый населённый пункт, который в описании своего местоположения привязан к разветвлению Кубани и Протоки. Это был торговый город, основанный в начале XIV века итальянцами. Венецианцы называли его Коба; среди названий встречаются также: Копарио, и Копа с артиклем Ло (Ло-Копа и Ло-Коппа). Слово la (lo) Сора есть в итальянском, испанском и португальском языках и переводится как «дар, изобилие, кладовая»; в современном значении — кубок (например, la Сора Mondiale — Кубок Мира). Возможно, название могло произойти и от греческого копто, что означает «пластовать рыбу».
В XIII—XIV ввеках территория Северного Кавказа и Кубани была под властью монголов и входила в Золотую Орду, поэтому учреждение генуэзских колоний проходило с ведения местного хана. После распада Золотой Орды, колонии находились в зависимости от местных адыгских (черкесских) князей. Административным центром всех генуэзских колоний Причерноморья и Приазовья была Кафа (современная Феодосия).
В 1449 году в Генуе был издан устав генуэзских колоний на Чёрном море. В нём упоминаются две колонии в Прикубанье: Матрика (совр. Тамань) и Ло-Копа, которой уделена особая глава под названием «О том, что должен делать консул в Ло-Коппа». Согласно уставу, глава Копы — консул — выбирал в колонии двух управляющих греков и трёх советников («двух латинцев и одного грека»). Все избранные лица составляли совет консула и ведали местными делами. Кроме того, выбирались четыре оценщика для оценки выставляемого на продажу товара (в основном, рыбы). Как видно из устава — население Копы занималось рыболовством, пластованием рыбы и приготовлением икры. Массовый характер носила работорговля, приносившая немалый доход консулу, — он взимал налог в размере 1,33 % цены одного раба и 2,6 % цены невольницы. Среди жителей колонии, помимо греков и итальянцев, в уставе упоминаются монголы, генуэзцы, а также местные жители — зихии (черкесы, самоназвание — «адыги»).

### В Османской империи
В конце XV века Северное Причерноморье было уступлено генуэзцами Османской империи, установившей своё господство в этом регионе почти на четыре века.
Вслед за захватом Кафы, главного оплота причерноморских владений генуэзцев, летом и осенью 1475 года османы начали завоевание Черкесии. Помимо Таны, Матреги, была захвачена и Копа. В Копе при обороне города погиб местный черкесский (зихский) князь. Тем не менее морских сил османам оказалось недостаточно для полного захвата страны — оставленные гарнизоны были вскорости выбиты черкесами.
В 1479 году османские войска совершили сухопутный поход на земли Черкесии. По сообщению видного политического деятеля Порты Ибн-Кемаля:
…в стране черкесов каждый день гордые храбрецы…, опустошив находящиеся на побережье области, хлынули в тот край, подобно океанской волне. В каждом селении страны черкесов пленили по 50—100 красавиц; обратили в рабство множество пленников. Присоединив к Кубе (Славянск-на-Кубани) также и Анабу (Анапа)…
Османы возвели форт Ачу в устье Протоки и крепость Копыл в четырёх километрах от современного города Славянска-на-Кубани.
Форт Ачу был небольшим, недостаточно мощным турецким укреплением. Он имел 300—400 человек гарнизона и 26—30 пушек. Укрепления форта были деревянными; крепостные стены защищали или болота, или ров с водой. Во время русско-турецкой войны 1735—1739 годов форт успешно выдержал 20-дневную осаду русских войск.
Турецкая крепость Ени-Копыл (то есть «Новый Копыл») была построена в 1747 году (её остатки были обнаружены историком В. А. Соловьёвым в районе городского стадиона). Вплоть до 1777 года здесь находилась резиденция кубанского сераскира — главнокомандующего турецкими войсками на Кубани.
Вокруг крепости быстро вырос город, который называли Копыл, иногда Каплу.
Как и в предшествовавший генуэзский период здесь развернулась оживлённая торговля. Население Копыла составляло около четырёх тысяч человек. В городе действовали две мечети, пять караван-сараев; имелись складские помещения.
Копыл прославился большим базаром, на котором преобладала меновая торговля. Купцы из Тамани, Кафы и других мест доставляли сюда товары, пользующиеся большим спросом у адыгов: оружие, порох, свинец, железо в полосах, косы, ткани. Адыги и ногайцы привозили в Копыл шерсть и шерстяную ткань, мёд, сыромятные кожи и шкуры; пригоняли лошадей. Неизменной «твёрдой валютой» ещё со времён Боспорского царства оставались рабы. Особенно ценились черкешенки, которых перепродавали турецкому султану и крымским вельможам.

### В Российской империи
В период существования Черноморской кордонной линии будущее поселение являлось одним из её опорных пунктов под именем Копыл (Копыльский пост). В 1865 году была переименована в станицу Славянскую.

### XX век
1901 год — открыта речная пристань Дицмана (в советское время — Речной вокзал)
Август 1904 года — построен Свято-Успенский храм
1911 год — открыта станичная хлебопекарня
1913 год — открыто железнодорожная станция Протока
1926 год — открыта тракторно-механическая школа
1927 год — создан Славянский сельскохозяйственный техникум
1928 год — построен элеватор на 100 000 пудов зерна
1929 год- основана футбольная команда Юпитер. Основан совхоз «Сад-Гигант»
1930 год — создана Проточная МТС
30 августа 1930 года — вышел первый номер газеты «Заря Кубани»
1932 год — построены хлопкоочистительный, вареньеварочный, маслосыродельный, кирпичный и плодоконсервный заводы; построен капитальный мост через реку Протока
1935 — основана артель «Пищепром» (с 1943 года — «Хлебзавод»); открыт стадион имени М. Горького
1939 год — открыта школа медсестёр
1942—1943 годы — немецкая оккупация станицы
1943 год — образовано предприятие «Тракторозапчасть» (ныне АОЗТ «Агропромтехника»)
1945 год — образована Славянская автобаза «Союззаготтранс» (ныне «Автоколонна 2096»)
1946 год — образована Славянская авторота (с 1977 — Славянское ПАТП)
1954 год — основана Славянская швейная фабрика
1956 год — установлен буквопечатающий телеграф
1957 год — проложены первые метры водопровода, основан Славянскрайгаз, а также началась газификация станицы, по станице пошёл автобус.
1958 год — открыт городской дом культуры
28 мая 1958 года — станица Славянская стала городом Славянском-на-Кубани.
1959 год — создана МПМК-1 «Савянская»
В 1960-е годы строится мост через протоку в хутор Трудобеликовский
1962 год — создано СМУ-51 треста «Спецстрой» (ныне ОАО «СКФ „Дорстрой“»)
В 1970-е годы в состав города входят посёлки Кубрис (ныне микрорайон Кубрис) и Совхозный
1970 год — учреждено предприятие Горэлектросети, открыта детская художественная школа, запущен рисовый завод
1971 год — запущен тарный завод
1975 год — построена Славянская птицефабрика
1976 год — построен комбикормовый завод комбината хлебопродуктов
1977 год — построена детско-юношеская спортивная школа
В 1980-е годы строятся дачи «Заря», расположенные за промзоной.
10 января 1981 года открыт шахматный клуб «Белая ладья»
1984 год — открыта бальнеолечебница «Приазовье», построен новый автовокзал, построена объездная дорога
1991 год — открыт Славянский рыбный завод

### XXI век
В 2000-е годы строится дома по 6-9 этажей на улицах Школьная, Победы, в микрорайоне Кубрис.
2004 год — открывается Храм во имя Святого Пантелеймона
В 2010—2012 годах строится ТЦ «Славянское» на пересечении улиц Ковтюха и Победы.
2010 год — строятся корпуса многоэтажных домов на улицах Батарейная и Юных коммунаров
В 2014—2016 годах ведётся строительство нового корпуса Славянской ЦРБ
2015 год — введён в эксплуатацию новый детский сад № 4.
ноябре 2017 года — на автобусные маршруты 7, 10, 15 вышли новые микроавтобусы «Газель Next».
В 2018—2019 годах построена и начала работу новая школа № 12, открыты сетевые магазины «ДоброЦен», «Светофор»

## Геральдика
- Проект герба (1975)
- Проект герба (июнь 2006)
- Проект флага (июнь 2006)

## Население
| 1897    | 1939    | 1959    | 1967    | 1970    | 1973    | 1976    | 1979    | 1982    | 1986    | 1987    | 1989    |
| ------- | ------- | ------- | ------- | ------- | ------- | ------- | ------- | ------- | ------- | ------- | ------- |
| 15 200  | ↗26 513 | ↗38 954 | ↗52 000 | ↘51 889 | ↗54 000 | ↗56 000 | ↘54 051 | ↗55 000 | ↗57 000 | →57 000 | ↗57 790 |
| 1992    | 1996    | 1998    | 2000    | 2001    | 2002    | 2003    | 2005    | 2006    | 2007    | 2008    | 2009    |
| ↗59 200 | ↗62 100 | ↗62 800 | ↗63 100 | ↗63 200 | ↗64 136 | ↘64 100 | ↘64 000 | ↗64 200 | ↗64 400 | ↗64 800 | ↗64 883 |
| 2010    | 2011    | 2012    | 2013    | 2014    | 2015    | 2016    | 2017    | 2018    | 2019    | 2020    | 2021    |
| ↘63 842 | ↘63 800 | ↗64 226 | ↗64 721 | ↗65 115 | ↗65 380 | ↗65 812 | ↗66 014 | ↗66 285 | ↗66 829 | ↗67 919 | ↘62 985 |
| 2023    | 2025    |         |         |         |         |         |         |         |         |         |         |
| ↘61 449 | ↘60 780 |         |         |         |         |         |         |         |         |         |         |

На 1 января 2025 года по численности населения город находился на 263-м месте из 1124 городов Российской Федерации.
Если властям удастся решить вопрос объединения города Славянск-на-Кубани и хутора Трудобеликовский, которые территориально составляют единое поселение, то население Славянска-на-Кубани увеличится до 80 тысяч человек.

### Национальный состав
По данным Всероссийской переписи населения 2010 года:
| Народ                     | Численность, чел. | Доля от всего населения, % |
| ------------------------- | ----------------- | -------------------------- |
| русские                   | 58 714            | 91,97 %                    |
| армяне                    | 2232              | 3,50 %                     |
| украинцы                  | 1001              | 1,57 %                     |
| другие                    | 1540              | 2,41 %                     |
| не указана национальность | 355               | 0,55 %                     |
| Всего                     | 63 842            | 100,0 %                    |

По итогам переписи населения 2020 года проживали следующие национальности (национальности менее 0,1 % и другое см. в сноске к строке «Другие»):
| Национальность | Численность, чел. | Доля     |
| -------------- | ----------------- | -------- |
| Русские        | 58 393            | 92,71 %  |
| Армяне         | 1807              | 2,87 %   |
| Украинцы       | 268               | 0,43 %   |
| Цыгане         | 217               | 0,34 %   |
| Татары         | 115               | 0,18 %   |
| Другие         | 2185              | 3,47 %   |
| Итого          | 62 985            | 100,00 % |

### Язык
По данным переписи 1897 года:
| Язык                        | Численность, чел. | Доля     |
| --------------------------- | ----------------- | -------- |
| Русский (Русский)           | 7 652             | 50,45 %  |
| Малороссийский (Украинский) | 7 345             | 48,43 %  |
| Другие                      | 170               | 1,12 %   |
| Итого                       | 15 167            | 100,00 % |

В настоящее время официальным и основным языком города является русский.

## Экономика
- Производство нефтепродуктов
- Пищевая промышленность: консервный, винодельческий, маслосыродельный, рисокрупяной заводы, птицекомбинат.
- Лёгкая промышленность: швейная фабрика
- Производство стройматериалов

### Предприятия
| Предприятие                                      | Адрес                    |
| ------------------------------------------------ | ------------------------ |
| ООО "Технологии автоматизации управления"        | ул. Степная, д. 3/2.     |
| ООО «Славянск ЭКО»                               | ул. Колхозная, 2.        |
| Славянский консервный комбинат                   | ул. Гриня, 5.            |
| Консервный завод Кубанские Деликатесы            | ул. Красная, 143-Б.      |
| Швейная фабрика «Славянская»                     | ул. Победы, 1.           |
| Предприятие «Славянский кирпич»                  | ул. Маевское Шоссе, 3/Б. |
| Маслосырзавод «Славянский»                       | ул. Красная ул, 160.     |
| ОАО «Славянский КХП»                             | ул. Дружбы Народов, 63.  |
| Филиал «Кубаньавтотранс»                         | ул. Маломинская, 75.     |
| "Завод электротехнической аппаратуры Славянский" | ул. Ярмарочная, 351      |
| Завод железобетонных изделий ООО «СЗСМ»          | ул. Зеленского, 1а       |
| ООО "Имбиан Лаб"                                 | ул. Дружбы Народов, 13   |

Предприятие "Технологии автоматизации управления" занимается выпуском микроэлектроники под торговой маркой Controlgate. Производственные мощности сосредоточены непосредственно в г. Славянске-на-Кубани. Организация выпускает контроллеры СКУД, считыватели, модули сопряжения турникетов, ригельные и электромагнитные замки, преобразователи интерфейсов. Продукция предприятия внесена в каталог промышленных товаров, выпускаемых на территории Российской Федерации.
«Славянск ЭКО» выпускает и экспортирует нефтепродукты: мазут, нафту, судовое топливо. Основный актив компании — нефтеперерабатывающий завод в городе Славянск-на-Кубани, перерабатывающий 3 млн тонн нефти в год.

### Сельское хозяйство
Славянский район — один из крупнейших сельскохозяйственных районов Кубани с преобладанием земледельческих отраслей. Под зерновыми культурами занято две трети посевных площадей. Ведущим направлением является производство риса — более 30 % всего урожая кубанского риса собирают в Славянском районе. В крае и за его пределами широко известна продукция ЗАО агрофирмы «Сад-гигант» — самого крупного сада в Европе. По валовому сбору плодов и ягод (ежегодное производство более 30 тыс. тонн) предприятие занимает первое место в крае (26 % общекраевого объёма). Также развиты животноводство, рыбный промысел.

## Курорт
Бальнеолечебница «Приазовье», специализируется на лечении и профилактике заболеваний желудочно-кишечного тракта, опорно-двигательного аппарата, гинекологических, кожных, сердечно-сосудистых заболеваний, заболеваний центральной и периферической нервной систем.
На побережье Азовского моря расположены две курортные территории: Ачуево и урочище Кучугуры. Преимущества размещения здесь курортного комплекса — это регулярное транспортное сообщение со Славянском-на-Кубани и населёнными пунктами района, уникальный природный песчано-ракушечный пляж, мягкий морской климат побережья Азовского моря, исторически сложившееся место отдыха, охоты, рыбной ловли, туризма. Роза ветров позволяет развивать здесь парусные виды спорта.
Для охотников-рыболовов в районе имеется 7 охотничье-рыболовных баз. В России и в мире массовый пролёт в осенне-зимний период гуся наблюдается только в Астраханской области, Херсоне, на Кубе и в Славянском районе. Для рыбаков имеется возможность попробовать себя практически во всех видах ловли (поплавочная, донная, спиннинговая ловля), на множество видов рыб (сазан, карась, щука, окунь, жерех, судак, сом, чехонь, краснопёрка, тарань, лещ и т. д.). Охотника заинтересуют трофеи — в плавнях в изобилии обитают: птицы (лысухи, гуси (серые, гуменники, белолобые), утки (кряквы, чирки), нырки, кулики, болотные курочки, погоныши, фазаны, перепела, коростели), звери (дикие кабаны, еноты-полоскуны, енотовидные собаки, зайцы, лисы, шакалы, барсуки, ондатры).

## Достопримечательности
- Начиная с 2004 года в Славянске-на-Кубани и Славянском районе проводился международный фестиваль славя́нской культуры. Торжества проходят в течение 3—4 дней в начале августа. Творческие коллективы из города и района, регионов России и зарубежья выступают на концертных площадках в разных точках города в рамках конкурсной программы. Проводится ярмарка народных промыслов и ремёсел, работает этнографическая выставка «Казачий курень», мини-фестиваль «Наливное яблоко», народные гуляния.
- Памятник участникам похода Таманской Красной армии (построенный по проекту художника, профессора А. А. Юнгера с участием художника С. К. Крамского в 1923 году) — Главная достопримечательность, символ города, памятник бойцам Таманской Красной Армии, отдавшим свою жизнь за власть Советов в 1918—1920 годах. В начале Гражданской войны станица Славянская стала местом формирования частей Таманской Красной армии. В 1918 году, отрезанная Добровольческой армией Деникина от главных сил Красной Армии, она прошла с тяжёлыми боями от Геленджика через Туапсе и перевалы на отрогах Главного Кавказского хребта до станицы Дондуковской. Поход, которым руководили И. И. Матвеев и Е. И. Ковтюх, продолжался с 27 августа по 17 сентября 1918 года и описан А. С. Серафимовичем в романе «Железный поток», г. Славянск-на-Кубани, ул. Набережная, 8/2[37]
- Славянский историко-краеведческий музей, г. Славянск-на-Кубани, ул. Дзержинского, 255.
- Славянский музей природы МУК, г. Славянск-на-Кубани, ул. Дзержинского, 253.
- Свято-Успенский собор (1907) по проекту известного кубанского архитектора А. П. Косякина, ул. Запорожская, 38.
- Памятник А. В. Суворову, г. Славянск-на-Кубани, угол ул. Набережная и ул. Ленина.
- Городская Аллея славы — между улицами Красная, Ковтюха и Школьная.
- Памятник труженикам тыла.

В районе находятся многочисленные курганы.

## Спорт
В первенствах страны на уровне команд мастеров выступало 4 футбольных клуба: «Урожай», «Нива», «Кубань»/«Славянск» и «Славянский».

## Религия
- Свято-Успенский собор (Русская православная церковь)
- Свято-Пантелеимоновский храм (Русская православная церковь)
- Церковь Святого Саркиса (Армянская апостольская церковь)
- Храм Александра Невского (Русская православная церковь)
- Свято-Покровско-Тихоновский храм (Российская Православная церковь)

Протестантизм
- Две церкви евангельских христиан баптистов (РСЕХБ и МСЦ ЕХБ)
- Церковь «Источник» (Евангельский христианский миссионерский союз)
- Церковь «Вифания» (Российская церковь христиан веры евангельской)
- Церковь «Христиан адвентистов седьмого дня» (АСД)
- Церковь «Исход»

## Образование
Всего в городе муниципальных организаций, подведомственных управлению образования — 26, из них детских садов — 14 (№ 1, 2, 3, 4, 5, 7, 9, 10, 12, 13, 14, 15, 17, 24), школ — 8 (лицей № 1, СОШ № 3, лицей № 4, СОШ № 5, СОШ № 12, СОШ № 16, СОШ № 17, СОШ № 18); организаций дополнительного образования — 4 (ДЮСШ № 1 им. С.Т. Шевченко, ДЮСШ «Белая ладья», ЦДО, ДЮСШ «Юность»).
- Филиал Кубанского государственного университета (бывший Славянский-на-Кубани государственный педагогический институт)
- Славянский сельскохозяйственный техникум
- Профессиональное училище № 45 (Приказом министерства образования и науки Краснодарского края от 30.10.2013 № 6494 государственное бюджетное образовательное учреждение начального профессионального образования профессиональное училище № 45 Краснодарского края переименовано в государственное бюджетное профессиональное образовательное учреждение Краснодарского края «Славянский электротехнологический техникум»)
- Профессиональное училище № 20
- Славянский филиал Новороссийского медицинского колледжа
- Профессиональное образовательное частное учреждение «Техникум экономики и права»
- Филиал Московского государственного университета технологий и управления им. К. Г. Разумовского (бывший ВЗИПП, МГЗИПП, МГТА)
- Филиал Московской государственной технологической академии
- Государственное казённое общеобразовательное учреждение Краснодарского края специальная (коррекционная) школа № 15

## Общественный транспорт
В городе действуют 15 городских автобусных маршрутов. Основным подвижным составом являются микроавтобусы ГАЗель, Peugeot и Ford. С ноября 2017 года в городе эксплуатируются автобусы ГАЗель Next.
Маршруты:
| Номер   | Маршрут                                                             |
| ------- | ------------------------------------------------------------------- |
| 3а      | мкрн Кубрис – центральная усадьба Сад-Гигант (пос. Совхозный)       |
| 4       | мкрн Кубрис – кладбище                                              |
| 6а      | Центр (ул. Дзержинского) – Славянский хлебозавод – Рынок            |
| 6       | Центр (ул. Дзержинского) – Автовокзал – Рынок                       |
| 7       | Центр (ул. Дзержинского) – Райсети                                  |
| 9       | Центр (ул. Дзержинского) – ул. Партизанская – Славянский хлебозавод |
| 10      | мкрн Кубрис – Славянское ЦРБ – Славянскгоргаз                       |
| 11      | мкрн Кубрис – Славянское ДРСУ                                       |
| 13      | мкрн Кубрис – Славянскгоргаз – Роддом                               |
| 15      | Центр (ул. Дзержинского) – Славянский хлебозавод                    |
| 16      | Центр (ул. Дзержинского) – ул. Партизанская – СНТ Заря              |
| 21      | Кладбище – Развилка (пос. Совхозный)                                |
| 21а     | МАОУ СОШ №12 — центральная усадьба Сад-Гигант (пос. Совхозный)      |
| 23      | мкрн Кубрис – Славянское ЦРБ – Роддом                               |
| 36(119) | Автовокзал – 1,2,4,3 отделение Сад-Гигант                           |
| 192(8)  | ул. Школьная – хутор Трудобеликовский                               |

Регулярно, с 1 июня по 31 августа, администрацией Славянского района организовываются маршруты до пляжа "Оазис" (с. Ачуево) 

## Фотогалерея
- Фотографии города в наше время
- Въезд в город
- Дом культуры
- Памятник бойцам Таманской армии
- Свято-Успенский собор
- Церковь Святого Саркиса
- Улица Школьная

- Фотографии города до революции
- Станичное правление
- Улица Красная